# Sintesi vocali di Google
Sintesi vocali di Google è un'applicazione screen reader sviluppata da Google per i sistemi operativi Android. Utilizzato per la lettura ad alta voce da testo di un libro, attraverso app come Google Play Libri, Google Traduttore, molto utile per la pronuncia delle parole, e da Google Talkback.